# Václav Snášel
Václav Snášel (* 2. August 1957 in Tábor) ist ein tschechischer Mathematiker und Informatiker sowie Informationswissenschaftler. Er ist seit 2017 Rektor der Technischen Universität Ostrava (VŠB-TUO).

## Leben
Václav Snášel wurde 1981 zum Doktor der Naturwissenschaften (RNDr.) im Bereich der Numerischen Mathematik an der Fakultät für Naturwissenschaften der Palacký-Universität Olmütz promoviert. 1991 beendete er ein Forschungsdoktorat zum Kandidat der Wissenschaften (CSc.) auf dem Gebiet der Algebra und Zahlentheorie an der Fakultät für Naturwissenschaften an der Masaryk-Universität Brünn. 2001 habilitierte er sich am Fachbereich Informatik der Technischen Universität Ostrava.
2006 wurde er auf die Professur für Informatik an die Technische Universität Ostrava berufen. Er war seit 2010 Dekan der Fakultät für Elektrotechnik und Informatik.
Zum 1. September 2017 wurde Václav Snášel nach seiner Wahl von Staatspräsident Miloš Zeman zum Rektor der Technischen Universität Ostrava ernannt. Er trat die Nachfolge von Ivo Vondrák an.
Hauptforschungs- und lehrgebiet sind Dokumentations- und informationssysteme, Wissenssysteme, Ontologie, Datenkompression, XML, Multiagent-Systeme, Ordered-Set-Theorie, Begriffsvereinigungen sowie Semantic Web.